# Dürrenhorn
Dürrenhorn (4035 m n. m.) je hora ve Walliských Alpách. Leží na území Švýcarska v kantonu Valais nedaleko italských hranic. Náleží do masivu Mischabel. Na vrchol je možné vystoupit od Täschhütte (2701 m) a Bordierhütte (2886 m). Pod horou se nachází ledovec Riedgletscher.
Horu poprvé zdolali 7. září 1879 Albert Frederick Mummery, William Penhall, Alexander Burgener a Ferdinand Imseng.